# Jeanne Villepreux-Power
Pour les articles homonymes, voir Villepreux et Power.
Jeanne Villepreux-Power, née le 4 vendémiaire de l'an III (25 septembre 1794) à Juillac (Corrèze) et morte le 25 janvier 1871 dans la même commune, est une naturaliste française.
Autodidacte passionnée et pionnière de la biologie marine, elle est décrite comme la précurseure des stations de biologie marine par Edmond Perrier et de l'aquariologie par Sir Richard Owen.

## Biographie

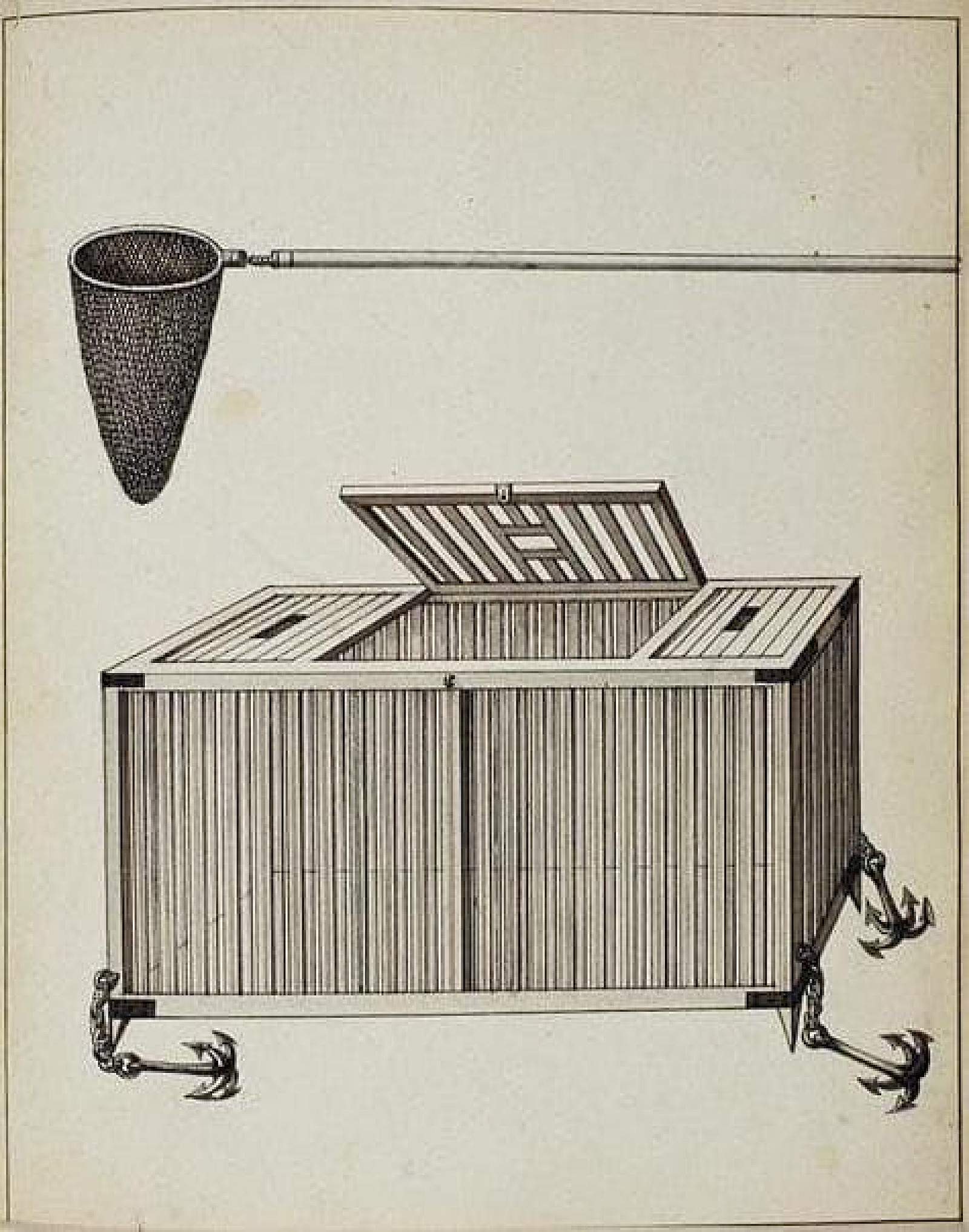
Une « cage à la Power » en bois, dessinée de la main de Jeanne Villepreux-Power.

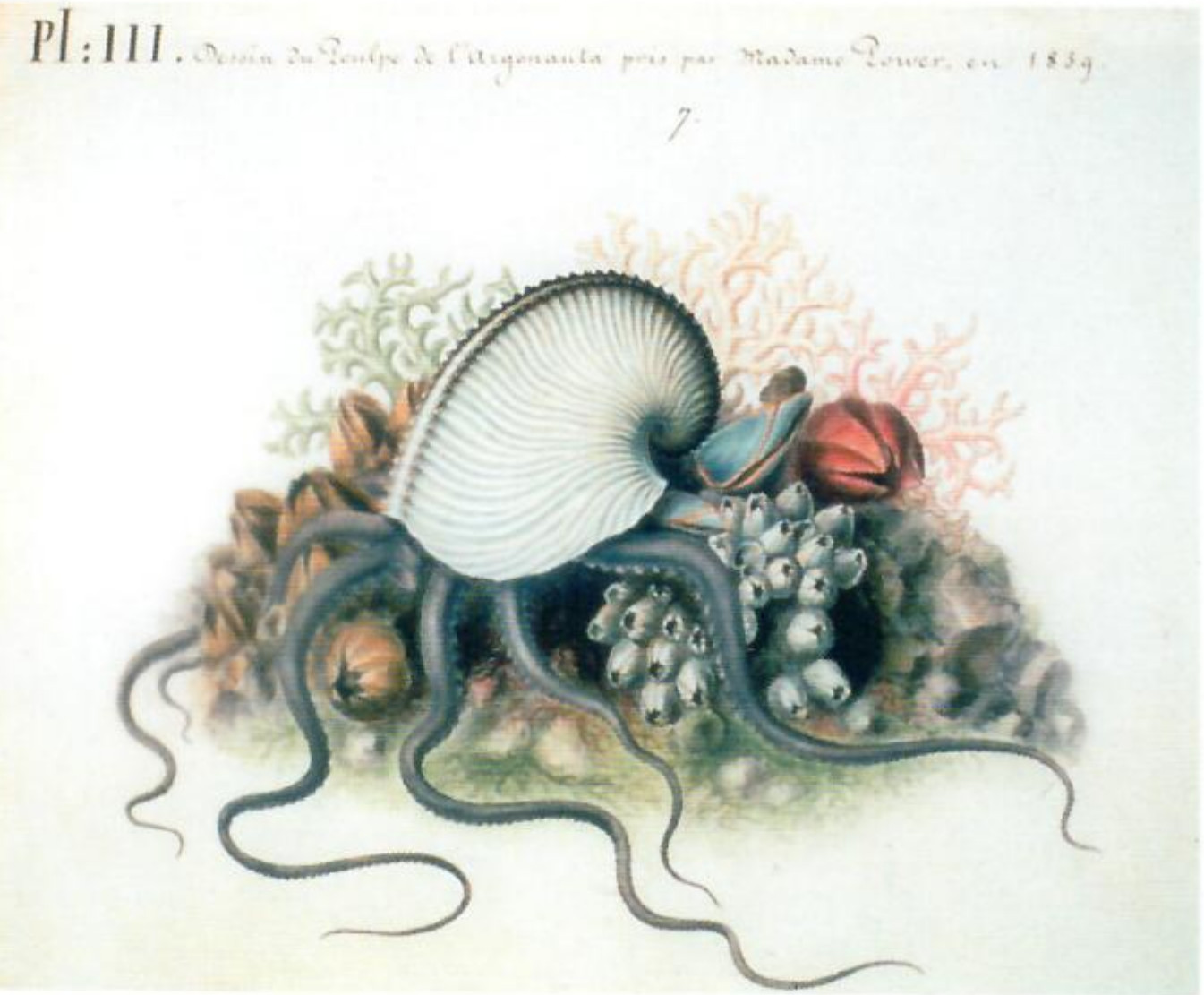
Aquarelle originale d'un argonaute, peinte par Jeanne Villepreux-Power en 1839.

Première-née des quatre enfants de Pierre Villepreux qui occupe plusieurs métiers dont celui de cordonnier et de garde-champêtre, et de Jeanne Nicot, Jeanne (surnommée Lili) commence à travailler très jeune comme servante, à Julliac, sa ville de naissance. Sa mère décède alors qu'elle n'a que douze ans. À dix-huit ans, elle part à pied à Paris, ce qui représente plus de 400 kilomètres de trajet. 
Elle y travaille pour une couturière en vue, Clémence Gagelin, et devient célèbre grâce à une robe de mariage qu’elle réalise pour le mariage de Marie-Caroline de Bourbon-Siciles avec Charles Ferdinand d'Artois (1778-1820), duc de Berry. C'est à cette occasion qu'elle rencontre James Power, négociant et directeur des télégraphes sous-marins du royaume des Deux-Siciles, d'origine irlandaise. Elle le rejoint à Messine en 1818 et l'épouse. Une fois installée en Sicile, Jeanne Villepreux-Power se consacre à l’étude avec le soutien de son mari, et s'intéresse à l'histoire naturelle de l'île.

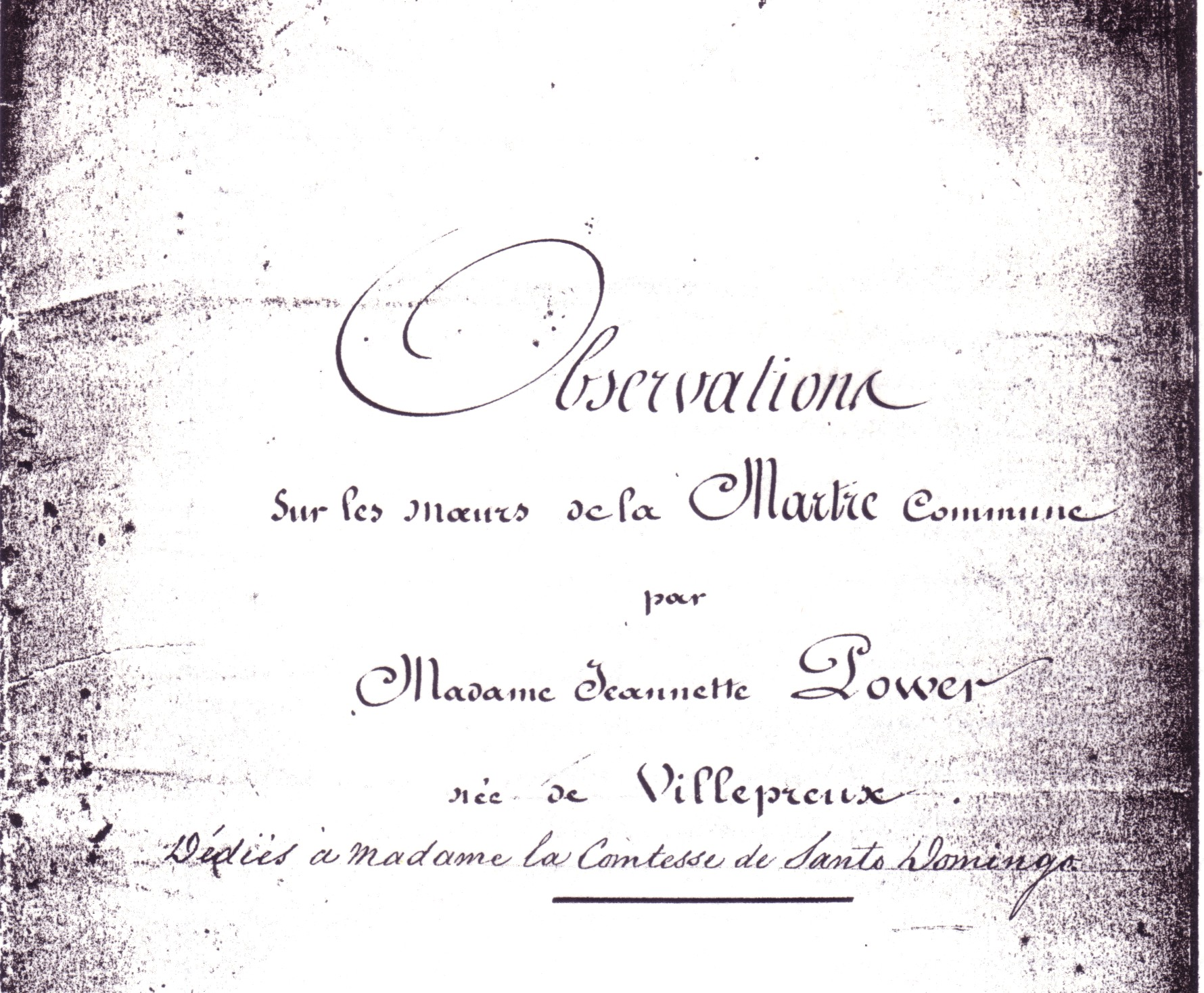
Titre manuscrit de Observations sur les mœurs de la Martre commune.

Elle s’intéresse aux coquillages actuels ou fossiles, et notamment à l’argonaute argo. C'est elle qui tranche une question scientifique en suspens à son époque : l'argonaute sécrète-t-il sa coquille ou l'habite-t-il à la manière d'un bernard-l'ermite ? C'est pour mieux les étudier qu'elle construit les cages « à la Power » qui deviendront plus tard les aquariums. Grâce à ses observations, elle prouve que l’argonaute n’est pas un parasite mais qu’il a la capacité de sécrétion de la coquille. Elle détermine aussi le mode de reproduction de l'espèce qui présente un grand dimorphisme sexuel. Elle fait notamment paraître Observations et expériences physiques sur plusieurs animaux marins et terrestres.
Elle est la première femme membre de l’Académie des sciences de Catane. Elle est aussi correspondante de la Zoological Society of London, où Sir Richard Owen présente ses découvertes, et de plus de douze autres sociétés savantes. Elle publie plusieurs ouvrages, notamment Itinerario della Sicilia riguardante tutt'i rami di storia naturale e parecchi di antichità che essa contiene (Messine, 1839) ainsi que Guida per la Sicilia (Naples, 1842, réédité en 1995), en utilisant Jeannette Power comme nom de plume. Ce dernier ouvrage est à la fois un guide historique et touristique et une référence pour les naturalistes, puisqu'il recense faune, flore mais aussi fossiles et minéraux de l'île. 
En 1837, le couple Power décide de s'installer à Londres. Les collections, le cabinet d'histoire naturelle ainsi que les manuscrits de Jeanne Villepreux-Power disparaissent en 1838 lors du naufrage, sur les côtes de Bretagne, du Bramley, le brigantin qui les transportait de Messine à Londres. Le couple s'installe ensuite à Paris en 1842 et Jeannette Power cesse ses expérimentations. 
Fuyant le siège de Paris de 1870, elle se réfugie dans son village natal, laissant son époux James Power dans la capitale. Elle meurt à 77 ans à Julliac. Le caveau Villepreux-Power, dans l'ancien cimetière de Pontoiseau, a été acheté en 1915 par un entrepreneur de la commune, qui en a fait son caveau personnel. Ce cimetière a été rasé en 1976[réf. nécessaire].

## Pionnière de l'aquarium
Si les naturalistes utilisaient déjà des vases d’eau de mer pour l’étude des organismes marins vivants, Jeanne Villepreux-Power systématise, à partir de 1832, l’usage d’aquariums pour son étude des argonautes in vivo,. Elle les appelle cages et les présente à l’Académie de Catane qui les dénomme Gabioline alla Power (« cages à la Power »),.
Dans sa démarche expérimentale basée sur l’observation des organismes marins vivants, elle construit trois types de « cages » pour maintenir les conditions de vie nécessaires aux argonautes :
- une première variante en verre pour l'étude des organismes marins en cabinet ;
- une deuxième avec une armature extérieure qui lui permet d'être immergée et émergée, afin de laisser les organismes dans leur milieu tout en ayant la possibilité de les extraire pour les observer ;
- une dernière variante en bois, de grande dimension (4 m de long, 1,10 m de large, 2 m de haut) et munie d'ancres pour être fixée au fond tout en laissant émergée sa partie supérieure.

Sir Richard Owen l'a considérée comme la mère de l’aquariophilie :

« But to Madame Jeannette Power (née de Villepreux), according to the testimony of Professor Carmelo Maravigna in the Giornale Letterario dell'Accademia Gioenia di Catania (December 1834), ought to be attributed, if to any one individual, the invention and systematic application of the receptacles now called Aquaria to the study of marine, and principally of molluscous animals »

— Owen.
Le chercheur Josquin Debaz indique que « sans vouloir ici trancher aucune question de priorité dans l’invention des aquariums modernes, on peut sans conteste affirmer avec Gage que ces Gabbioline alla Power constituent un tournant de tout premier plan dans leur histoire ».

## Hommages
L'Union astronomique internationale a baptisé de son nom, en 1997, une patera de la planète Vénus, découverte par la sonde Magellan. La patera Villepreux-Power se trouve aux coordonnées suivantes : latitude 22° sud et longitude 210° est.
En 2007, une exposition lui est consacrée au musée du Cloître de Tulle.
Le prix Jeanne Villepreux-Power donné par la mission Égalité des chances du rectorat du Limousin et Récréasciences CCSTI Limousin récompense chaque année une jeune femme en deuxième année de classe préparatoire aux grandes écoles (CPGE) du Limousin.
En 2015, son nom a été donné à une rue, l'ancienne rampe Haute-Vienne, à Limoges.
Depuis 2019, une allée de Paris commémore son souvenir, l'allée Jeanne-Villepreux-Power, dans le 12e arrondissement. L'entrée de l'allée est située face à l’aquarium de la Porte-Dorée.
Depuis 2022, une des salles de réunion de l’Institut Diversité Écologie et Évolution du Vivant (une fédération de recherche de l'Université Paris Saclay) porte le nom de Jeanne Villepreux.

## Émissions
- [(fr) Cherchez la femme ! (10/30) Jeanne Villepreux-Power - L'évolution de la science au 18e siècle sur Arte (page consultée le 17 janvier 2023)], série en stop motion de Julie Gavras (2021), Arte, durée 0 h 4.
- Lavande Grimbert, « Jeanne Villepreux Power l'inventrice de l’aquarium » [audio], sur radiofrance.fr, 18 février 2023